# Okręg wyborczy Lewisham East
Okręg wyborczy Lewisham East powstał w 1918 i wysyłał do brytyjskiej Izby Gmin jednego deputowanego. Został zlikwidowany w 1950, ale przywrócono go ponownie w 1974. Okręg obejmuje wschodnią część London Borough of Lewisham.–

## Deputowani do brytyjskiej Izby Gmin z okręgu Lewisham East
| Wybory    | Deputowany       | Partia               |
| --------- | ---------------- | -------------------- |
| 1918      | Assheton Pownall | Partia Konserwatywna |
| 1945      | Herbert Morrison | Partia Pracy         |
| 1950      | okręg zniesiony  | okręg zniesiony      |
| luty 1974 | Roland Moyle     | Partia Pracy         |
| 1983      | Colin Moynihan   | Partia Konserwatywna |
| 1992      | Bridget Prentice | Partia Pracy         |
| 2010      | Heidi Alexander  | Partia Pracy         |
| 2018      | Janet Daby       | Partia Pracy         |